# Jornal Va Kio
Jornal Va Kio (華僑報) is een traditioneel Chineestalige krant in Macau. Hoewel de naam van deze krant Portugees is, wordt Portugees niet gebruikt als voertaal in de krant. 
De krant werd op 20 november 1937 opgericht door Chiu Pan-Lan (趙斑斕) en Lui Wai-Ling (雷渭靈). De Macause krant was nauw verbonden met de Hongkongse krant Wah Kiu Yat Po (華僑日報). Tijdens de oorlog berichtte de krant veel over de Tweede Chinees-Japanse Oorlog en kreeg daarom veel steun van overzeese Chinezen die zagen dat hun vaderland aangevallen werd. Jornal Va Kio, dat letterlijk 'krant van overzeese Chinezen' betekent, heet daarom zo. 
De krant is gevestigd aan de Rode Ramenstraat (紅窗門街) 69. Sinds de kinderdag (1 juni) van 1979 organiseert Jornal Va Kio jaarlijks een festiviteit voor kinderen. In oktober 2000 startte de krant met een digitale versie. 